# 天主教凡爾登教區
天主教凡爾登教區（拉丁語：Dioecesis Virodunensis）是法國一個羅馬天主教教區，屬貝桑松總教區。
教區成立4世紀。第一位有文獻記載的主教見於346年。1801年據1801年教務專約被撤銷。1822年10月6日恢復。1906年12月16日教宗庇護十世賜予教區主教穿戴披帶的特權。
教區位於默茲省，2010年有教友170,000人（佔轄區總人口87.8%）、517個堂區、五十七名司鐸。現任教區主教為方濟·莫皮。